# Kaplakriki
Il Kaplakriki è un impianto sportivo polivalente di Hafnarfjörður, in Islanda. È principalmente usato per gli incontri di calcio ed è utilizzato dalle squadre del FH Hafnarfjörðar sia maschili che femminili.
Lo stadio può ospitare 6 450 spettatori di cui 3 050 seduti e coperti e i restanti sulle tribunette scoperte e i rialzi erbosi.
L'impianto è stato progressivamente migliorato e i progetti prevedono la completa copertura e la trasformazione in posti a sedere di tutti gli spazi disponibili.
Lo stadio fa parte di un complesso polisportivo comprendente anche la pallamano e un importante spazio concertistico. L'impianto di pallamano ha ospitato il campionato mondiale 1995 e diverse manifestazioni nazionali.